# Епархия Вианы
Епархия Вианы (лат. Dioecesis Vianensis) — епархия Римско-католической церкви c центром в городе Виана, Бразилия. Епархия Вианы входит в митрополию Сан-Луиш-до-Мараньяна. Кафедральным собором епархии Вианы является собор Непорочного Зачатия Пресвятой Девы Марии.

## История
30 октября 1962 года Римский папа Иоанн XXIII издал буллу De Christi fidelium, которой учредил епархию Вианы, выделив её из архиепархии Сан-Луиш-до-Мараньяна.

## Ординарии епархии
- епископ Amleto de Angelis (30.05.1963 — 25.02.1967);
- епископ Francisco Hélio Campos (14.04.1969 — 23.01.1975);
- епископ Adalberto Paulo da Silva (3.04.1975 — 24.05.1995);
- епископ Xavier Gilles de Maupeou d’Ableiges (18.02.1998 — 7.07.2010);
- епископ Sebastião Lima Duarte (7.07.2010 — по настоящее время).

## Источник
- Annuario Pontificio, Ватикан, 2007
- Булла De Christi fidelium, AAS 55 (1963), стр. 931  (лат.)